# Jant Smit
Jantje (Jant) Sawade-Smit (Midwoud, 28 augustus 1919 – Amsterdam, 8 december 1969) was een Nederlands beeldhouwer en keramist.

## Leven en werk
Smit werd geboren in een landbouwersgezin als dochter van Jacob Jansz. Smit en Elisabeth Pool. Ze kreeg lessen van Frits van Hall en Gerarda Rueter en volgde van 1936 tot 1938 de beeldhouwersklas van Jan Bronner aan de Rijksakademie van beeldende kunsten in Amsterdam. Na haar opleiding trouwde ze met Karl Sawade. Smit was een naturalistisch beeldhouwer die werkte in brons, keramiek en hout, ze maakte vooral diervoorstellingen. In 1960 maakte ze een bronzen beeld van fokstier 'Adema 21 van de Woudhoeve' (1946-1960), dat werd geplaatst in de tuin van de vereniging voor kunstmatige inseminatie in Sijbekarspel. Het beeld is later verplaatst naar de tuin van het Westfries Museum in Hoorn.
Smit sloot zich aan bij de Beroepsvereniging van Beeldende Kunstenaars. Op uitnodiging van haar leermeester Bronner nam ze deel aan de expositie Een beeld van Bronner (1971-1972) in Haarlem. Ze liet er onder meer een bronzen beeldje van een vaars met kalf (1964) zien, dat is opgenomen in de collectie van het Stedelijk Museum Amsterdam.
De beeldhouwster overleed in 1969, op 50-jarige leeftijd.
- Biografisch Portaal: 71490284
- RKD-Nederlands Instituut voor Kunstgeschiedenis: 73322